# Шелтер Ајланд Хајтс (Њујорк)
Шелтер Ајланд Хајтс (енгл. Shelter Island Heights) насељено је место без административног статуса у америчкој савезној држави Њујорк.

## Демографија
По попису из 2010. године број становника је 1.048, што је 67 (6,8%) становника више него 2000. године.
| Група             | 2000.       | 2010.       |
| Белци             | 950 (96,8%) | 966 (92,2%) |
| Афроамериканци    | 3 (0,3%)    | 16 (1,5%)   |
| Азијати           | 4 (0,4%)    | 4 (0,4%)    |
| Хиспаноамериканци | 13 (1,3%)   | 41 (3,9%)   |
| Укупно            | 981         | 1.048       |